# Amguid
Amguid je meteorický kráter v Alžírsku.
Kráter má průměr přibližně 500 až 530 metrů, hloubku je přibližně 65 metrů, stáří kráteru je menší než 100 tisíc let a vznikl pravděpodobně v pleistocénu. Kráter je viditelný na povrchu.
Kráter objevili Evropané v roce 1948, první vědecký popis kráteru je od Jeana-Phillippa Lefranca z roku 1969.